# Премия Ибсена
Премия Ибсена (норв. Ibsenprisen) — ежегодная премия, вручаемая в Норвегии за лучшее драматургическое произведение. Награда учреждена в 1986 году муниципалитетом города Шиен в честь выдающегося норвежского драматурга Генрика Ибсена.
В 2007 году учреждена Международная премия Ибсена, вручаемая отдельным деятелям, организациям или учреждениям за выдающийся вклад в духе Генрика Ибсена. Первым награждённым стал английский режиссёр Питер Брук.

## Лауреаты

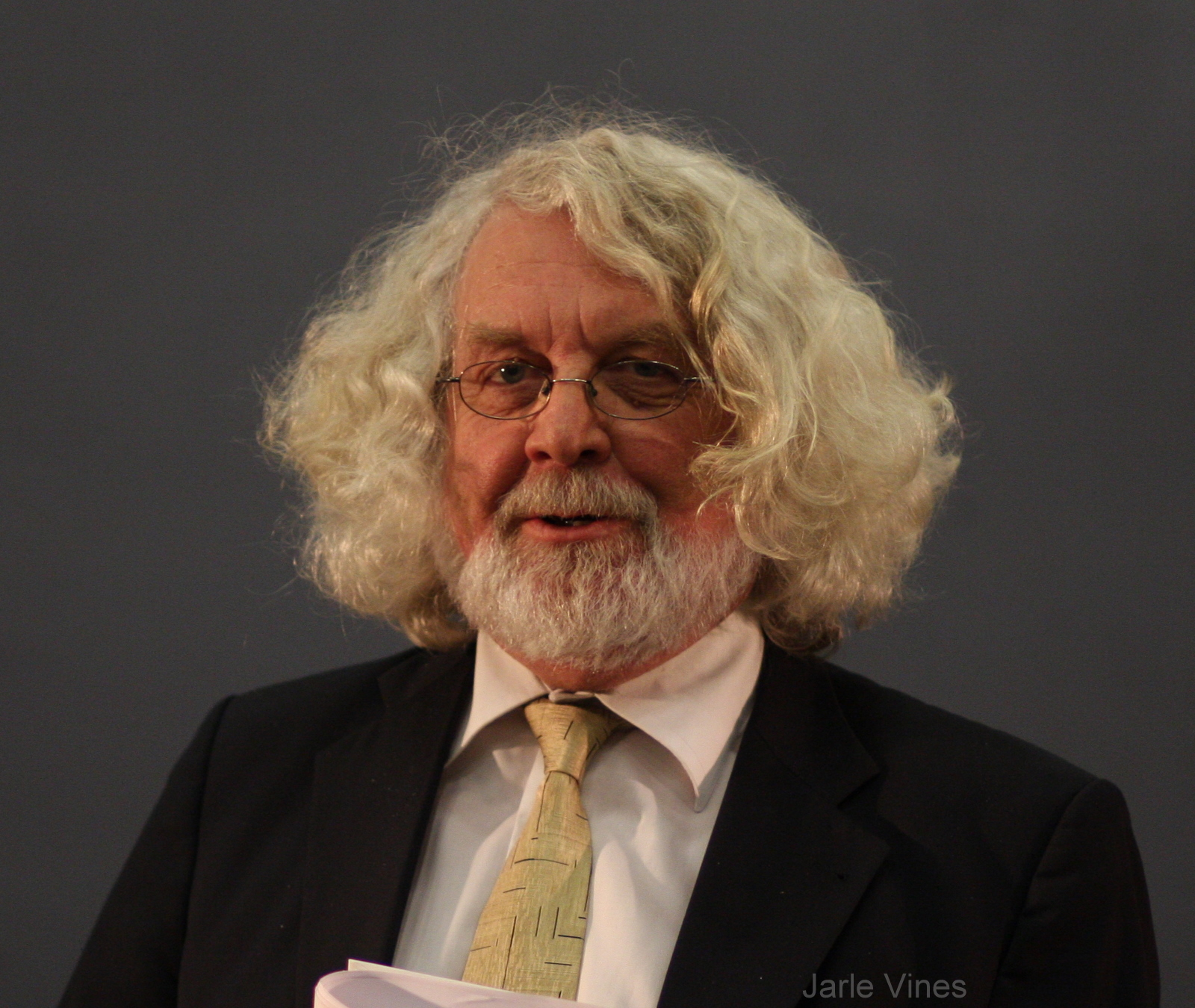
Эдвард Хуэм, лауреат премии 2008 года.

- 1986 — Арне Скоуэн за общий вклад в драматургию.
- 1987 — Педер Райт Каппелен[норв.] за «Eufemianatten».
- 1988 — Одд Сельмер[норв.] за «På egne ben».
- 1989 — Юлиан Гарнер за «Svarte okser».
- 1990 — Эдвард Рённинг[норв.] за «Himmelplaneten».
- 1991 — Марит Тусвик[норв.] за «Mugg».
- 1992 — Бьёрг Вик[норв.] за «Møte i Venezia».
- 1993 — Нурваль Твейт[норв.] за общий вклад в драматургию.
- 1994 — Эва Севальдсон[норв.] за «Framtida er avlyst».
- 1995 — Терье Нордбю[норв.] за «Isblomst».
- 1996 — Юн Фоссе за «Имя» (норв. Namnet).
- 1997 — Йеспер Халле[норв.] за «Dagenes lys».
- 1998 — Петтер Сигурд Росенлунд[норв.] за «En umulig gutt».
- 1999 — Сесилье Лёвейд[норв.] за «Østerrike» и общий вклад в драматургию.
- 2000 — Тур Оге Брингсвярд[норв.] за общий вклад в драматургию.
- 2001 — Нина Вальсё[норв.] за «Ubuden gjest».
- 2002 — Нильс Фредрик Даль за «Som torden».
- 2003 — Ветле Хольтан[норв.] за «De som lever».
- 2004 — Пер Скрейнер[норв.] за «Den brysomme mannen».
- 2005 — Мария Трюти Веннерёд[норв.] за «Dama i luka».
- 2006 — Лив Хелёе[норв.] за «Lise L», «Veien hjem», «I dag og i morgen» and «Dag»; Финн Иункер[норв.] за «Orkohns Død».
- 2007 — Кристофер Грёндаль[норв.] за «Tundra» и «Silent Winds of Blackpool».
- 2008 — Эдвард Хуэм за «Mikal Hetles siste ord».
- 2009 — Кристофер Нильсен[норв.] за «Verdiløse menn».
- 2010 — Кейт Пендри[норв.] за «Erasmus Tyrannus Rex».
- 2011 — Леннарт Лидстрём[норв.] за «Pingviner i Sahara».
- 2012 — Фредрик Браттберг[норв.] за Tilbakekomstene
- 2013 — Арне Люгре за Jeg forsvinner